# Sulphur Springs (Texas)
Sulphur Springs è una città degli Stati Uniti d'America, capoluogo della Contea di Hopkins dello Stato del Texas. Secondo il censimento del 2010 la popolazione era di 15.449 abitanti e una densità di 252,6 ab./km².

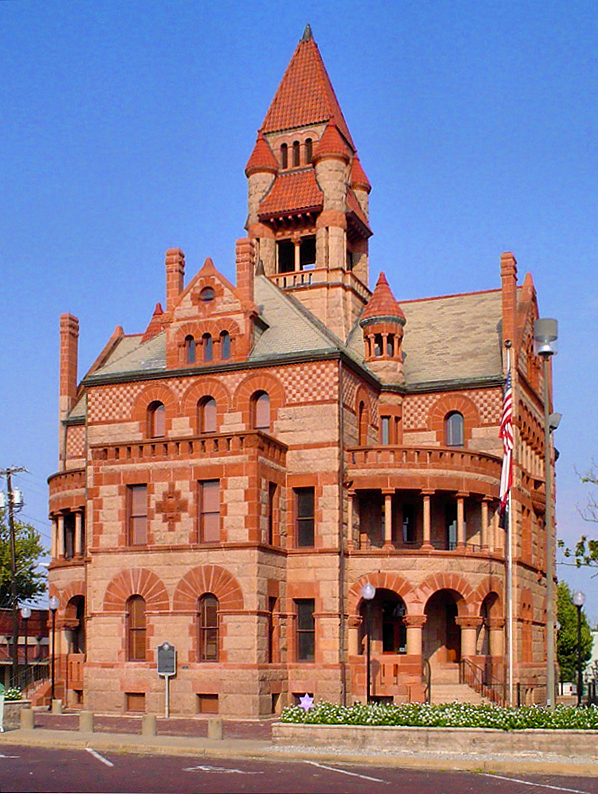
Hopkins County Courthouse

## Geografia fisica

### Territorio
Sulphur Springs si trova nelle coordinate 33°08′03″N 95°36′07″W.
Secondo lo United States Census Bureau, la città si estende su una superficie totale di 61,16 km², della quale 52,7 km² sono terra ferma e 8,79 km² (14.38%) sono corsi d'acqua.

### Clima
Sulphur Springs è considerata parte dell'area subtropicale umida.

## Società

### Evoluzione demografica
Secondo il censimento del 2010, la popolazione era di 15 449 abitanti.

### Etnie e minoranze straniere
Secondo il censimento del 2010, la composizione etnica della città era formata dal 75,07% di bianchi, il 12,7% di afroamericani, lo 0,52% di nativi americani, lo 0,52% di asiatici, lo 0,09% di oceanici, l'8,33% di altre razze, e il 2,76% di due o più etnie. Ispanici o latinos di qualunque etnia erano il 15,92% della popolazione.